# 泰迪拉克
泰迪拉克（法語：Thédirac，法語發音：[tediʁak]）是法国洛特省的一个市镇，位于该省中西部，属于古尔东区。

## 地理
泰迪拉克（44°36'2"N, 1°19'3"E）面积16.51 平方千米，位于法国奧克西塔尼大區洛特省，该省份为法国西南部内陆省份，北起顺时针与科雷兹省、康塔爾省、阿韦龙省、塔恩-加龙省、洛特-加龍省和多尔多涅省接壤。
与泰迪拉克接壤的市镇（或旧市镇、城区）包括：然杜、拉韦康蒂耶尔、蒙热斯蒂、佩里耶、于泽克。
泰迪拉克的时区为UTC+01:00、UTC+02:00（夏令时）。

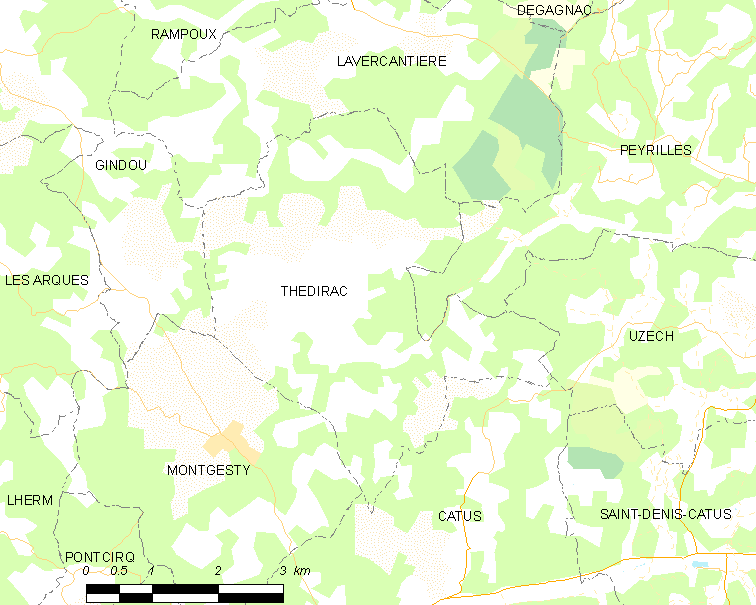
泰迪拉克的OSM定位图

## 行政
泰迪拉克的邮政编码为46150，INSEE市镇编码为46316。

## 政治
泰迪拉克所属的省级选区为科斯和布里亚讷县。

## 交通
洛特省省道D6线、D46线、D47线、D50线和D150线经过境内。

## 人口

1962-2008年间泰迪拉克人口变化图示

泰迪拉克于2022年1月1日时的人口数量为298人。